# Cristiano di Schleswig-Holstein-Sonderburg-Augustenburg
Cristiano Augusto II di Schleswig-Holstein-Sonderburg-Augustenburg (Copenaghen, 19 luglio 1798 – Przemków, 11 marzo 1869) è stato un nobile danese noto semplicemente solo con il suo primo nome di battesimo Cristiano, e con il titolo di duca di Augustenborg, era un pretendente al sovranità delle province dello Schleswig e dell'Holstein, e un feudatario di Augustenborg e Sønderborg. Fu un principe del casato di Schleswig-Holstein-Sonderburg-Augustenburg una linea cadetta discendente della casata reale danese di Oldenburg.

## Biografia
Cristiano Augusto era il primogenito ed erede di Luisa Augusta di Danimarca (sorella di Federico VI di Danimarca) e di Federico Cristiano II di Schleswig-Holstein-Sonderburg-Augustenburg. Sua sorella Carolina Amalia avrebbe sposato il re Cristiano VIII di Danimarca. Era strettamente imparentato con i re Cristiano VII, Federico VI e Cristiano VIII di Danimarca tramite sua madre.
Era anche un pretendente al governo delle province di Schleswig-Holstein, ed era anche candidato a diventare re di Danimarca durante la crisi di successione causata dall'assenza di figli di re Federico VII di Danimarca grazie alla sua stretta parentela con il sovrano. Ha anche goduto di ulteriore influenza nella corte danese perché sua sorella, Carolina Amalia, era l'amata seconda moglie di Cristiano VIII. Perse la possibilità di salire al trono a causa della convinzione ampiamente accettata che sua madre fosse effettivamente generata da Johann Friedrich Struensee, il medico reale di Cristiano VII, contro il suo lontano parente, il principe Cristiano di Schleswig-Holstein-Sonderburg-Beck.

## Schleswig-Holstein
Nel 1848, le simpatie nazionaliste tedesche provocarono una ribellione nello Schleswig-Holstein contro il dominio danese. Un governo provvisorio fu istituito a Kiel sotto il duca di Augustenborg, che si recò a Berlino per assicurarsi l'appoggio della Prussia nell'affermare i suoi diritti. Questo portò alla prima Guerra dello Schleswig. 
Tutte le potenze europee si opposero ad uno smembramento della Danimarca in favore della Prussia e l'imperatore Nicola I, parlando con l'autorità di capo della linea primogenita degli Holstein-Gottorp (che gli derivava dall'essere discendente di Pietro III di Russia) considerò il duca di Augustenburg un ribelle. La Russia inoltre aveva garantito Schleswig alla corona danese coi trattati del 1767 e del 1773. 
Un trattato di pace fra la Prussia e la Danimarca fu firmato a Berlino il 2 luglio 1850, mantenendo ad entrambi i diritti che già possedevano. La Danimarca fu soddisfatta perché il trattato autorizzava il re-duca a ristabilire la sua autorità nell'Holstein con o senza il consenso della confederazione tedesca mentre Augustenburg fu spodestato. 
I diritti sulla successione di Cristiano Augusto resero impossibile un accordo fra gli Stati e il 31 marzo 1852 il duca di Augustenburg rinunciò ai suoi diritti in cambio di una sostanziosa somma in denaro, cedendoli alla Danimarca, per poi tornare sui suoi passi in favore di suo figlio Federico Augusto. Questi, nel 1864, si proclamò duca di Schleswig e dell'Holstein. 
Il duca Cristiano Augusto morì cinque anni dopo, nel 1869.

## Matrimonio
Cristiano Augusto sposò nel 1820 sua cugina di secondo grado, la contessa Luisa Sofia di Danneskiold-Samsøe (1797–1867), figlia di Christian Conrad Danneskiold-Samsøe, discendenti da Christian Gyldenløve, conte di Samsø, figlio illegittimo di Cristiano V di Danimarca.
Ebbero sette figli:
- Alessandro Federico Guglielmo Cristiano Carlo Augusto (20 luglio 1821-3 maggio 1823);
- Luisa Augusta (28 agosto 1823-30 maggio 1872);
- Carolina Amalia (15 gennaio 1826-3 maggio 1901);
- Guglielmina (24 marzo 1828-4 luglio 1829);
- Federico VIII di Schleswig-Holstein-Sonderburg-Augustenburg (6 luglio 1829-14 gennaio 1880), sposò la principessa Adelaide di Hohenlohe-Langenburg;
- Federico Cristiano Carlo Augusto (22 gennaio 1831–28 ottobre 1917), sposò Elena di Sassonia-Coburgo-Gotha;
- Carolina Cristiana Augusta Emilia Enrichetta Elisabetta (2 agosto 1833-18 ottobre 1917).

## Ascendenza
|                                                                                  |                            |                                                           | Genitori                                                               |  |  | Nonni |  |  | Bisnonni                                                               |  |  | Trisnonni                                                                 |  |
|                                                                                  |                            |                                                           |                                                                        |  |  |       |  |  | duca Cristiano Augusto I di Schleswig-Holstein-Sonderburg-Augustenburg |  |  | principe Federico Guglielmo di Schleswig-Holstein-Sonderburg-Augustenburg |  |
|                                                                                  |                            |                                                           |                                                                        |  |  |       |  |  | duca Cristiano Augusto I di Schleswig-Holstein-Sonderburg-Augustenburg |  |  | principe Federico Guglielmo di Schleswig-Holstein-Sonderburg-Augustenburg |  |
|                                                                                  |                            | contessa Sofie Amalie von Ahlefeld                        |                                                                        |  |  |       |  |  | duca Cristiano Augusto I di Schleswig-Holstein-Sonderburg-Augustenburg |  |  |                                                                           |  |
| duca Federico Cristiano I di Schleswig-Holstein-Sonderburg-Augustenburg          |                            |                                                           |                                                                        |  |  |       |  |  | duca Cristiano Augusto I di Schleswig-Holstein-Sonderburg-Augustenburg |  |  |                                                                           |  |
|                                                                                  |                            | Grevinde Frederikke Louise af Danneskiöld-Samsöe          | Christian Gyldenlove, conte af Danneskiold-Samsøe                      |  |  |       |  |  |                                                                        |  |  |                                                                           |  |
|                                                                                  |                            | Grevinde Frederikke Louise af Danneskiöld-Samsöe          | Christian Gyldenlove, conte af Danneskiold-Samsøe                      |  |  |       |  |  |                                                                        |  |  |                                                                           |  |
|                                                                                  |                            | Grevinde Frederikke Louise af Danneskiöld-Samsöe          | contessa Charlotte Amalie af Danneskiold-Laurvig,                      |  |  |       |  |  |                                                                        |  |  |                                                                           |  |
| duca Federico Cristiano II di Schleswig-Holstein-Sonderburg-Augustenburg         |                            | Grevinde Frederikke Louise af Danneskiöld-Samsöe          |                                                                        |  |  |       |  |  |                                                                        |  |  |                                                                           |  |
|                                                                                  |                            | duca Federico Carlo di Schleswig-Holstein-Sonderburg-Plön | principe Cristiano Carlo di Schleswig-Holstein-Sonderburg-Plön-Norburg |  |  |       |  |  |                                                                        |  |  |                                                                           |  |
|                                                                                  |                            | duca Federico Carlo di Schleswig-Holstein-Sonderburg-Plön | principe Cristiano Carlo di Schleswig-Holstein-Sonderburg-Plön-Norburg |  |  |       |  |  |                                                                        |  |  |                                                                           |  |
|                                                                                  |                            | duca Federico Carlo di Schleswig-Holstein-Sonderburg-Plön | Dorotea Cristina di Aichelberg                                         |  |  |       |  |  |                                                                        |  |  |                                                                           |  |
| principessa Carlotta Amalia Guglielmina di Schleswig-Holstein-Sonderburg-Plön    |                            | duca Federico Carlo di Schleswig-Holstein-Sonderburg-Plön |                                                                        |  |  |       |  |  |                                                                        |  |  |                                                                           |  |
|                                                                                  |                            | contessa Christine Armgard von Reventlow                  | conte Christian Detlev Reventlow                                       |  |  |       |  |  |                                                                        |  |  |                                                                           |  |
|                                                                                  |                            | contessa Christine Armgard von Reventlow                  | conte Christian Detlev Reventlow                                       |  |  |       |  |  |                                                                        |  |  |                                                                           |  |
|                                                                                  |                            | contessa Christine Armgard von Reventlow                  | Benedicte Margrethe Brockdorff                                         |  |  |       |  |  |                                                                        |  |  |                                                                           |  |
| Cristiano Augusto II Schleswig-Holstein-Sonderburg-Augustenburg principe di Noer |                            | contessa Christine Armgard von Reventlow                  |                                                                        |  |  |       |  |  |                                                                        |  |  |                                                                           |  |
|                                                                                  | re Federico V di Danimarca | re Cristiano VI di Danimarca                              |                                                                        |  |  |       |  |  |                                                                        |  |  |                                                                           |  |
|                                                                                  | re Federico V di Danimarca | re Cristiano VI di Danimarca                              |                                                                        |  |  |       |  |  |                                                                        |  |  |                                                                           |  |
|                                                                                  | re Federico V di Danimarca | margravia Sofia Maddalena di Brandeburgo-Kulmbach         |                                                                        |  |  |       |  |  |                                                                        |  |  |                                                                           |  |
| re Cristiano VII di Danimarca                                                    | re Federico V di Danimarca |                                                           |                                                                        |  |  |       |  |  |                                                                        |  |  |                                                                           |  |
|                                                                                  |                            | principessa Luisa di Hannover                             | re Giorgio II di Gran Bretagna                                         |  |  |       |  |  |                                                                        |  |  |                                                                           |  |
|                                                                                  |                            | principessa Luisa di Hannover                             | re Giorgio II di Gran Bretagna                                         |  |  |       |  |  |                                                                        |  |  |                                                                           |  |
|                                                                                  |                            | principessa Luisa di Hannover                             | margravia Carolina di Brandeburgo-Ansbach                              |  |  |       |  |  |                                                                        |  |  |                                                                           |  |
| principessa Luisa Augusta di Danimarca                                           |                            | principessa Luisa di Hannover                             |                                                                        |  |  |       |  |  |                                                                        |  |  |                                                                           |  |
|                                                                                  |                            | principe di Galles Federico di Hannover                   | re Giorgio II di Gran Bretagna                                         |  |  |       |  |  |                                                                        |  |  |                                                                           |  |
|                                                                                  |                            | principe di Galles Federico di Hannover                   | re Giorgio II di Gran Bretagna                                         |  |  |       |  |  |                                                                        |  |  |                                                                           |  |
|                                                                                  |                            | principe di Galles Federico di Hannover                   | margravia Carolina di Brandeburgo-Ansbach                              |  |  |       |  |  |                                                                        |  |  |                                                                           |  |
| principessa Carolina Matilde di Hannover                                         |                            | principe di Galles Federico di Hannover                   |                                                                        |  |  |       |  |  |                                                                        |  |  |                                                                           |  |
|                                                                                  |                            | principessa Augusta di Sassonia-Gotha-Altenburg           | duca Federico II di Sassonia-Gotha-Altenburg                           |  |  |       |  |  |                                                                        |  |  |                                                                           |  |
|                                                                                  |                            | principessa Augusta di Sassonia-Gotha-Altenburg           | duca Federico II di Sassonia-Gotha-Altenburg                           |  |  |       |  |  |                                                                        |  |  |                                                                           |  |
|                                                                                  |                            | principessa Augusta di Sassonia-Gotha-Altenburg           | principessa Maddalena Augusta di Anhalt-Zerbst                         |  |  |       |  |  |                                                                        |  |  |                                                                           |  |
|                                                                                  |                            | principessa Augusta di Sassonia-Gotha-Altenburg           |                                                                        |  |  |       |  |  |                                                                        |  |  |                                                                           |  |